# Stefano Salieri
Stefano Salieri (Castel San Pietro Terme, 16 aprile 1961) è un allenatore di pallacanestro italiano.

## Carriera
In Serie A Dilettanti (ex B1) ha allenato con successo la Virtus Siena (con cui vince due Coppe Italia Dilettanti), la Veroli Basket, la Virtus Imola e infine lo Sporting Club Gira di Ozzano Emilia, dove in una straordinaria stagione è arrivato alla semifinale play-off con una squadra giovanissima. Durante questo periodo, nel 2008, ha anche una partentesi in Legadue alla Nuova Pallacanestro Pavia.
Nella stagione 2011-12 passa alla Eagles Bologna, accettando di scendere in Serie B2 per raggiungere la promozione. Le ambizioni di salire di categoria però si infrangono nei play off uscendo in semifinale contro l'ArcAnthea Lucca che sarà promossa in DNA. Nel 2012 ha guidato la Biancoblù Basket Bologna, con cui ha disputato la Legadue 2012-2013. Ad agosto 2015 passa alla Fiorentina Basket partecipando al campionato di Serie B girone B.
Il 26 maggio 2018 diventa il nuovo coach della Pallacanestro Orzinuovi, società di Serie B, che conduce fino alla promozione in Serie A2. Il 16 aprile 2019 rinnova con la società orceana per un'altra stagione, con opzione per un altro anno successivo. Il 21 novembre 2019 a causa di scarsi risultati con Orzinuovi, ultima in classifica dopo 40 giorni dall'inizio del campionato di Serie A2 nel girone est (7 sconfitte, 2 vittorie) viene sollevato ufficialmente dalla guida tecnica della squadra orceana.
Nel giugno del 2020 diventa il nuovo coach dell'U.C.C. Piacenza. Al primo anno il club si classifica ottavo nel proprio girone ed ottiene la salvezza diretta, poi l'anno seguente chiude quarto ed arriva fino alle semifinali del dei play-off promozione dove viene eliminato da Scafati. Raggiunge i play-off anche nelle due annate seguenti. Il tecnico viene esonerato dalla dirigenza piacentina il 21 ottobre 2024 dopo un avvio della Serie A2 2024-2025 caratterizzato da sei sconfitte in altrettante giornate.